# NGC 324
 NGC 324 là một thiên hà dạng hạt đậu nằm trong chòm sao Phượng Hoàng. Nó được phát hiện vào ngày 23 tháng 10 năm 1835 bởi John Herschel. Nó được Dreyer mô tả là "nghi vấn, mờ nhạt, nhỏ bé, xuất sắc".